# Chef du Bureau des astronautes

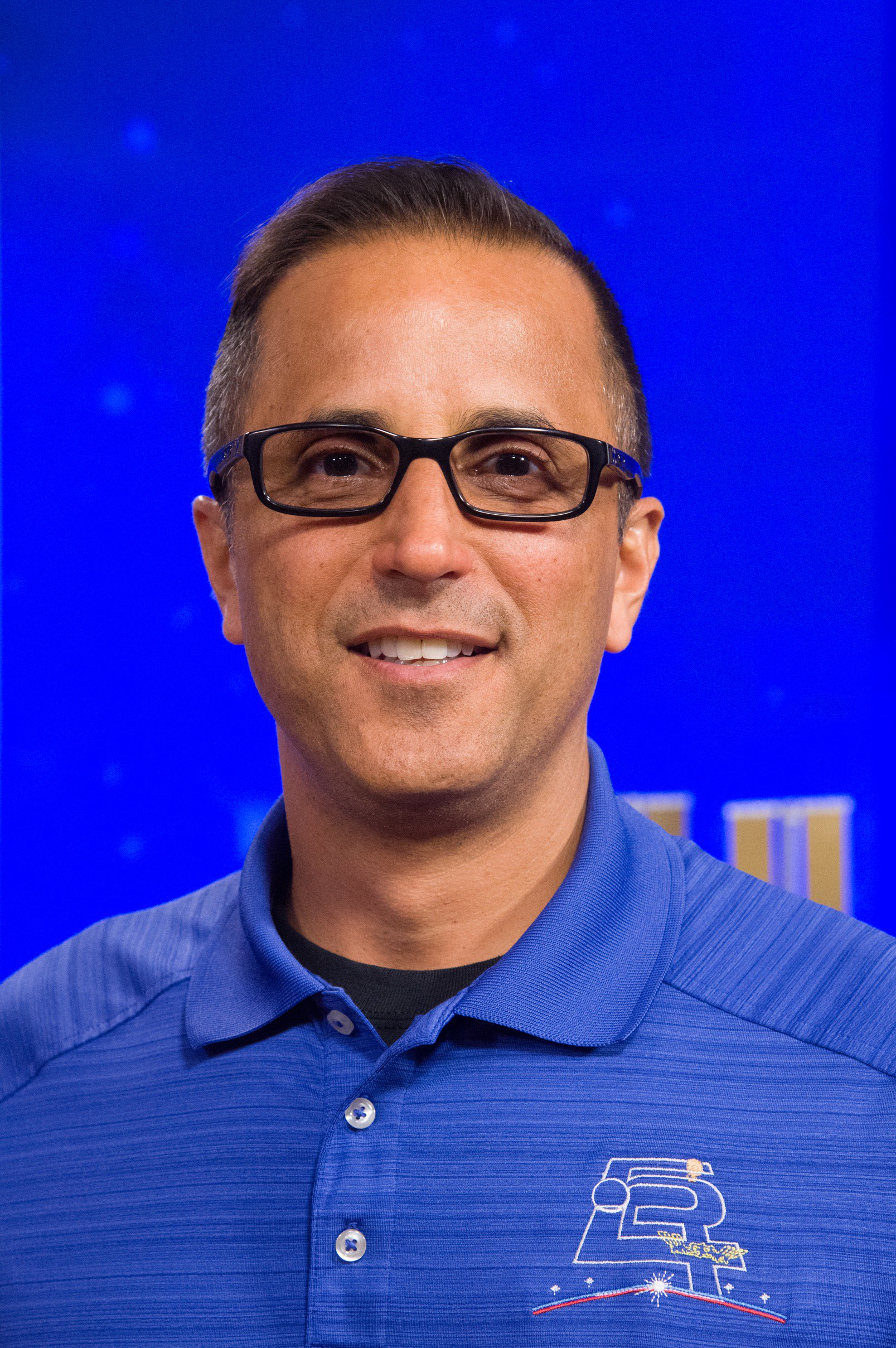
Joseph Acaba, actuel chef du bureau des astronautes

Le chef du Bureau des astronautes (en anglais : Chief of the Astronaut Office) est le poste le plus élevé pour les astronautes actifs à la National Aeronautics and Space Administration (NASA). Il est à la tête du corps des astronautes de la NASA et est le principal conseiller de l'administrateur de la NASA sur la formation et les opérations liées aux astronautes.
Depuis février 2023, Joseph Acaba est le chef du Bureau des astronautes.

## Liste des chefs du bureau des astronautes
| #  | Nom                 | Début              | Fin              | Adjoint | Notes |
| -- | ------------------- | ------------------ | ---------------- | --- | --- |
| 1  | Deke Slayton        | 1er septembre 1961 | Novembre 1963    | | Non officiel |
| 2  | Alan Shepard        | Novembre 1963      | Juillet 1969     | | |
| 3  | Tom Stafford        | Juillet 1969       | Juin 1971        | | Stafford fut chef lors de la préparation de Sheppard pour Apollo 14.                                                            |
| 4  | Alan Shepard        | June 1971          | 1er aout 1974    | | |
| 5  | John Young          | 14 janvier 1974    | 15 avril 1987    | Paul J. Weitz                                                                                               | Alan Bean assura l'intérim pendant STS-1.                                                                                       |
| 6  | Dan Brandenstein    | 27 avril 1987      | Octobre 1992     | Steven Hawley                                                                                               | Hawley assura l'intérim pendant que Brandenstein se préparait pour STS-49, le premier vol d'Endeavour.                          |
| 7  | Robert Gibson       | 8 décembre 1992    | 6 septembre 1994 | Linda Godwin                                                                                                | Gibson démissionna pour s'entraîner pour STS-71, premier amarrage de la navette Mir.                                            |
| 8  | Robert Cabana       | 6 septembre 1994   | Octobre 1997     | Linda Godwin                                                                                                | Cabana quitta sa place pour s'entraîner pour STS-88, la première mission d'assemblage de l'International Space Station          |
| 9  | Kenneth Cockrell    | Octobre 1997       | Octobre 1998     | | Cockrell vola sur deux missions de navette par la suite                                                                         |
| 10 | Charles Precourt    | Octobre 1998       | Novembre 2002    | Kent Rominger et Steve Smith                                                                                | |
| 11 | Kent Rominger       | Novembre 2002      | Septembre 2006   | Andy Thomas et Peggy Whitson                                                                                | |
| 12 | Steven W. Lindsey   | Septembre 2006     | Octobre 2009     | Janet Kavandi et Sunita Williams (Février 2008 à octobre 2009).                                             | Lindsey se retira lorsqu'il fut assigné à STS-133.                                                                              |
| 13 | Peggy Whitson       | Octobre 2009       | Juillet 2012     | Rick Sturckow (Octobre 2009 à aout 2011); Michael Barratt, puis succsessivement Robert Behnken and Eric Boe | Whitson fut la première femme et la première non-pilote à occuper ce poste. Elle le quitta pour revoler.                        |
| 14 | Robert Behnken      | Juillet 2012       | Juillet 2015     | Eric Boe | Behnken et Boe ont démissionné pour se consacrer au programme CCDeV.                                                            |
| 15 | Christopher Cassidy | Juillet 2015       | Juin 2017        | Patrick Forrester                                                                                           | Forester avait pris sa retraite en 2011, mais est revenu à la NASA depuis. Cassidy est retourné au statut de vol actif en 2017. |
| 16 | Patrick Forrester   | Juin 2017          | Décembre 2019    | Reid Wiseman puis Megan McArthur, Scott Tingle                                                              | |
| 17 | Reid Wiseman        | décembre 2020      | Février 2023     | Andrew Feustel                                                                                              | Andrew Feustel assure l'intérim de novembre 2022 à février 2023, Wiseman redevenant assignable à une mission spatiale,.         |
|    | Joe Acaba           | Février 2023       |                  | Andrew Feustel                                                                                              | |